# Otiothops birabeni
Otiothops birabeni är en spindelart som beskrevs av Cândido Firmino de Mello-Leitão 1945. 
Otiothops birabeni ingår i släktet Otiothops och familjen Palpimanidae. Inga underarter finns listade i Catalogue of Life.